# Myospila sumatrensis
Myospila sumatrensis är en tvåvingeart som först beskrevs av Malloch 1935.  Myospila sumatrensis ingår i släktet Myospila och familjen husflugor. Inga underarter finns listade i Catalogue of Life.